# ديف كريستنسن
ديف كريستنسن (بالإنجليزية: Dave Christensen)‏ هو مدير فني أمريكي، ولد في 17 يناير 1961 في إيفرت في الولايات المتحدة.